# Perevoz
Perevoz (rusky Перевоз) je město v Nižněnovgorodské oblasti v Ruské federaci. Při sčítání lidu v roce 2010 mělo přes devět tisíc obyvatel.

## Poloha a doprava
Perevoz leží na pravém, jižním břehu Pjany, levého přítoku Sury v povodí Volhy. Od Nižného Novgorodu, správního střediska oblasti, je vzdálen přibližně sto kilometrů jihovýchodně.
Přes město prochází železniční trať Moskva – Arzamas – Kazaň.

## Dějiny
Obec je zde doložena už v 14. století.
V roce 1779 se stala újezdním městem pod názvem Pjanskij Perevoz, ale v roce 1926 status města ztratila. V roce 1962 získala status sídla městského typu a od roku 2001 je opět městem.

### Rodáci
- Gennadij Ivanovič Janajev (1937–2010), sovětský politik